# Polittico del Battesimo di Cristo
Il polittico del Battesimo di Cristo realizzato dall'albinese Giovan Battista Moroni,  è composto da cinque tele eseguite a olio ed è conosciuto anche come Battesimo di Cristo, è conservato nella chiesa dei Santi Sette Fratelli Martiri di Ranica in Provincia di Bergamo.

## Storia
La prima indicazione circa la presenza del polittico nella parrocchiale di Ranica come pala dell'altare maggiore, risale agli atti della visita pastorale del 1575 di san Carlo Borromeo che cita: Altare maius in capella magna sun fornice [...] habet iconam magnun pulcram. Sarà poi il Tassi nel 1793 a indicare il lavoro nel suo Vite de' pittori, scultori e architetti bergamaschi ma in forma sommaria.
Al rifacimento della chiesa nel 1828, il polittico fu rimosso dalla sua cornice originale per essere inserito in una neoclassica in stucco, previa un intervento di restauro realizzato da Bortolo Fumagalli indicato sul retro del dipinto centrale: Da Bortolo Fioroni fu rimesso il tassello e dal Signor Fumagalli furono puliti 27 agosto 1828.
Nel 1918, durante il primo conflitto mondiale, il polittico, per ripararlo da eventuali danni, come altre opere del territorio, fu portato a Roma rientrando nella bergamasca solo nel 1920 dove fu oggetto di un primo intervento di restauro da Mauro Pelliccioni, il quale riferirà di aver provveduto a una pulitura e stuccatura delle parti scrostate, indicando come la parte maggiormente deteriorata fosse proprio quella centrale raffigurante la scena del battesimo. Le cinque tele, esposte alla Mostra delle opere della Provincia di Bergamo riportate da Roma, furono oggetto di studio da parte del critico Nello Tarchiani il quale indicherà come il Moroni nei ritratti dei santi poteva presentare i lineamenti di amici e parenti. Anche il Pinetti due anni dopo ne farà una relazione, indicando che se il Moroni nelle parti pittoriche d'arte sacra continuava a essere di inferiore qualità, anche in queste tele di pregio era la realizzazione dei santi che propone come suoi ritratti.  Nello studio del 1979 di Mina Gregori, fu indicata la datazione del decennio 1560-1570 per esser maggiormente definita nel 1563 da Barbara Maria Savy nel biennio 1561-1563 avvicinandolo al Polittico di San Bernardo.

## Descrizione

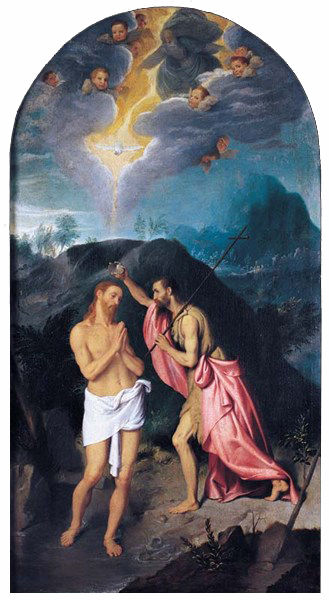
Battesimo di Cristo-Museo Adriano Bernareggi

Il polittico è composto da cinque dipinti eseguite a olio su tela. Centrale il grande dipinto del Battesimo di Cristo (205x91), lateralmente in alto l'Annunciazione con l'angelo (60x57) posto sul lato sinistro e la Madonna (60x57) su quello destro, mentre sul piano inferiore lateralmente san Giacomo il maggiore (135x57) e san Giovanni Evangelista a destra (135x57).
Il Moroni dipinge nelle immagini dei santi e degli angeli personaggi vicini al suo mondo, il giovane san Giovanni, potrebbe facilmente essere identificato in un suo conoscente. Questa forma del Moroni di riprodurre personaggi vicini sua vita nelle tele è indicata dal critico Tarchiati nella recensione della mostra cittadina del 1920, inoltre avvicinerà i colori accesi, nei colori del Lotto, in particolare le due tele raffiguranti l'Annunciazione, hanno derivazioni dal medesimo soggetto presente nel Polittico di Ponteranica, il gesto dell'angelo benedicente con i colori cangianti della veste che traspare sulla penombra degli spazi, così come del manto di san Giovanni e di san Giacomo che tanto si avvicina a san Pietro lottesco, mentre la Vergine, indossando abiti del medesimo colore, volge il capo verso l'angelo, ma è nei colori la maggior derivazione
La tela centrale centinata, raffigura il momento del battesimo del Cristo, che si allontana molto dalle tele laterali dove i personaggi sono posti nella penombra, mentre la tela centrale è illuminata dalla luce dorata posta in alto dove è presente la bianca colomba dello Spirito Santo, avvolta nelle nuvole bianche dove quattro putti alati paiano sorreggere il cielo.